# Vlad Hogea
Vlad Gabriel Hogea (ur. 9 stycznia 1977 w Jassach, zm. 27 grudnia 2014 w Bukareszcie) – rumuński polityk, publicysta, historyk i prawnik, poseł do Izby Deputowanych i obserwator w Parlamencie Europejskim.

## Życiorys
W 1999 został absolwentem prawa na Uniwersytecie Aleksandra Jana Cuzy, uzyskał następnie uprawnienia adwokata. W 2003 ukończył Colegiul Național de Apărare, a w 2007 na Universitatea din Craiova obronił doktorat z historii dotyczący stosunków rumuńsko-niemieckich w okresie 1940–1944. Od lat 90. zajmował się publicystyką dotyczącą historii, polityki i prawa, wydał łącznie kilkanaście książek. Wobec części z nich pojawiały się zarzuty o antysemityzm i ksenofobię. Od 2004 do 2006 był redaktorem naczelnym czasopisma „Tricolorul”, został także komentatorem różnych gazet.
Od 1992 związany najpierw z młodzieżówką OTRM, a następnie z Partią Wielkiej Rumunii. Zajmował funkcję krajowego wiceprezesa OTRM i szefa PRM w Jassach. By W 2000 i 2004 wybierano go do Izby Deputowanych. Od września 2005 do grudnia 2006 był obserwatorem w Parlamencie Europejskim, należąc do Partii Europejskich Socjalistów. W październiku 2006 przeszedł do Partii Nowej Generacji – Chrześcijańskiej Demokracji, objął funkcję jej wiceprezesa. Rok później został skreślony z listy kandydatów PNG do Europarlamentu wobec oskarżeń o antysemityzm, w konsekwencji zrezygnował z członkostwa w ugrupowaniu. Wstąpił później do Partii Konserwatywnej, w grudniu 2007 został jej wiceprezesem. Następnie należał do Partii Ludowej – Dan Diaconescu (gdzie został sekretarzem), ostatecznie wiosną 2014 powrócił do Partii Wielkiej Rumunii.
Był żonaty. Zmarł we własnym bloku w wyniku zawału serca 27 grudnia 2014.